# Odouxi
Odouxi ist eine Siedlung im Norden des Tschad in der Provinz Tibesti. Die nächstgelegenen Oasen sind Youbor (3 km westlich) und Ouidi (4 km östlich). Alle drei Oasen liegen in Seitentälern des Enneri Zoumri, dem fruchtbarsten Teil des Tibesti.
In Odouxi herrscht Wüstenklima. Es fallen durchschnittlich 18 mm Niederschläge im Jahr. Die Jahresdurchschnittstemperatur beträgt 20,7 °C.